# Pitralon
Pitralon je brand ime losiona poslije brijanja Karla Augusta Lingera.

## Povijest
Na početku 20. stoljeća njemački poduzetnik i filantrop Karl August Lingner razvio je antiseptički losion poslije brijanja registriran kao zaštitni znak u Njemačkoj. Lingner je već imao uspješan posao s razvijanjem vodice za ispiranje usta Odol 1892. godine.
Naziv je došao od koncepta Pitral koji je bio sastavljen od mirisa koje podsjeća na sušeno drvo, bor i smolu, izvorno žuto-smeđe i plave boje. Pitralon je naziv za kombinaciju bezbojnog Pitrala i kloriranih ugljikovodika. Iz tog istog koncepta Lingner je razvio Pitral šampon za kosu s i bez primjesa kloresterina.
Pitralon je bio proizvod namijenjen pokretu higijene, koji je nastao početkom 20. st. Veliki proizvod Lingnera bio je i Pitralon protiv dermatoze odnosno gljivičnih infekcija kože glave i lica, gnojnih ekcema, infekcijskih rana itd. Na pogođena područja se stavljalo 4 do 6 puta dnevno obloge sa sadržajem ove otopine.

## Zanimljivosti
U Hrvatskoj se proizvodio i proizvodi pod imenom Ralon, gdje je dobio kultni status među muškom populacijom.

## Vanjske poveznice
- Stranica na blogu